# Filipovac
Filipovac is een plaats in de gemeente Lipik in de Kroatische provincie Požega-Slavonië. De plaats telt 418 inwoners (2001).